# Tutto l'amore del mondo
Tutto l'amore del mondo è un film del 2010 diretto da Riccardo Grandi.
Il film, prodotto e distribuito dalla Medusa Film, è una commedia "on the road", interpretata da Nicolas Vaporidis, Ana Caterina Morariu, Alessandro Roja e Myriam Catania.
Trasposizione cinematografica di InterRail, piccola opera teatrale di Massimiliano Bruno, Tutto l'amore del mondo è una commedia sull'amore, sui sentimenti, sulla passione per il viaggio, per la musica, per le atmosfere magiche, la passione per la vita, una vita che va vissuta al meglio.
Nel cast è presente anche il cantante romano Alessandro Mannarino, che interpreta Rocco, un cantante italiano emigrato ad Amsterdam nonché vecchio amico di Matteo, amico con cui condivideva la passione per i viaggi; in una scena del film, rappresentata in un locale alternative di Amsterdam, canta la sua canzone Me so 'mbriacato.

## Trama
Per saldare il debito della madre, proprietaria di una libreria in centro, Matteo accetta da una casa editrice (la Magic Planet Books), l'incarico di scrivere una guida ai luoghi romantici d'Europa, nonostante la sua visione scettica sull'amore. 
Prima tappa del viaggio è Barcellona, dove Matteo incontra il fotografo Ruben, sua precedente conoscenza sulla quale ripone poca fiducia. Ruben effettivamente mostra subito la sua molta voglia di divertirsi e la poca serietà con cui è pronto ad affrontare il lavoro: a Barcellona ha previsto infatti l'incontro con Valentina, una ragazza conosciuta in rete, con la quale ha una relazione. Valentina, folle e intraprendente, ha coinvolto la sua amica Anna, staccandola un po'  dalla monotonia della sua vita. Neolaureata in Giurisprudenza con il massimo dei voti, con un posto garantito presso lo studio del padre, l'Avvocato De Angelis, e promessa sposa di Giampiero, Anna sogna di fare la scrittrice ed ha una visione romantica e spensierata della vita e dell'amore. Il viaggio comincia ma fin subito Matteo ed Anna non sono ben disposti l'uno nei confronti dell'altra. Inoltre Matteo si trova in difficoltà  a causa della guida che non riesce a scrivere perché privo di idee ed originalità riguardanti l'enormità del lavoro affidatogli, l'amore. A Parigi una conversazione intima tra Matteo e Michelle, una sua ex, fa però comprendere ad Anna, di passaggio dietro la porta della loro stanza da letto, che lei e Valentina sono solo un peso per il lavoro che il giovane deve portare a termine così l'indomani le ragazze decidono di andarsene. Mentre a Parigi Anna e Valentina incontrano un affascinante seducente volontario francese di nome François, Matteo riceve responsi positivi dalla sua datrice di lavoro solo perché ricicla alcune frasi strappate dagli appunti o dai pensieri di Anna. Lui e Ruben decidono dunque di invitare le due ragazze a cena, le quali portano con sé François. A fine serata però i quattro ragazzi, ingannati dal francese, vengono derubati dallo stesso e da un complice. Vedendo Matteo disperato per la perdita dei soldi indispensabili per continuare il viaggio grazie al quale avrebbe risolto i problemi della madre, Anna decide di anticipargli il denaro con la carta di credito che il padre le aveva dato per le spese di viaggio e che lei aveva fortunatamente lasciato in albergo. L'itinerario continua ed anche Matteo ed Anna cominciano ad avvicinarsi reciprocamente, una vicinanza che viene scoperta anche dall'Avvocato De Angelis tramite delle foto che vengono scattate, dalla sua segretaria Elena anche lei in vacanza a Loch Ness, alla figlia in presunti atteggiamenti intimi con Matteo e che il padre decide quindi di nascondere a Giampiero. Quando anche i soldi di Anna terminano, dato che l'avvocato De Angelis blocca la sua carta di credito, Matteo, adesso totalmente senza soldi per il viaggio e riluttante all'idea, decide di recarsi dal padre nonostante l'ostilità che prova nei suoi confronti da quando il genitore aveva abbandonato lui e la madre. Mentre lo spirito libero del padre affascina Ruben, Anna e Valentina, Matteo ha difficoltà a relazionarsi con il padre sebbene questo mostri l'intenzione di aiutarli a racimolare un po' di soldi. Solo Anna conforta e sollecita Matteo a lasciarsi andare ed a perdonarlo anche quando cerca di fargli capire che l'ennesimo errore del padre è il suo modo di aiutarlo. I quattro si trovano ancora una volta senza soldi ma per la seconda volta riusciranno ad ottenerli con l'intervento di Anna che vince una gara di lap dance in un locale di Amsterdam, sotto gli occhi affascinati di Matteo. Al termine della serata Valentina comunica agli amici di essere incinta per quanto non abbia la certezza assoluta di chi sia il padre. Ma mentre riceve le pressioni del padre che la esorta a tornare a Roma, Anna ha scoperto che è proprio l'Avvocato De Angelis la causa dei problemi della madre di Matteo ma, una volta scoppiata la scintilla con Matteo, è solo dopo una notte d'amore con lui che decide di confessarlo. Prima di riuscirci però si precipita nella stanza dove si trovano i due ragazzi il padre di Anna il quale anticipa la figlia rivelando tutto a Matteo. Profondamente ferito quest'ultimo continua il viaggio con Ruben e Valentina mentre Anna torna a Roma. Qui le cose non vanno bene per lei che sente la mancanza di una vita come non l'aveva mai provata e soprattutto di Matteo. Quest'ultimo riceve dalla madre la tragica notizia della morte del padre. Ben presto il viaggio finisce anche per gli altri tre. 
La guida scritta da Matteo riscuote successo e la madre riesce a risolvere i suoi problemi economici. Anna raggiunge Matteo cosicché i due cominciano la loro relazione ed anche un nuovo viaggio da intraprendere insieme, Giampiero sposa la segretaria dello studio De Angelis mentre nasce il figlio di colore di Valentina e Ruben.

## Produzione

### Riprese
Oltre a Roma, il film è stato girato a Barcellona, Amsterdam, e Parigi, mentre, le scene del Loch Ness sono state, in realtà, girate sul lago di Martignano

## Colonne sonore
- Skunk Anansie - Squander
- Amy Macdonald - This Is the Life
- Michele Braga & Haneybird - Come Along
- Lily Allen - Not Fair
- Michele Braga & The Niro - It Looks Like Rain
- Etta James - At Last
- Empire of the Sun - Walking On a Dream
- Sanseverino - Mal O Mains
- Agnes - Release Me (solo accreditata)
- Michele Braga & David Loris - Anywhere We Want to
- Shandi - He's a Dream
- Michele Braga - Willie Mango
- Alessandro Mannarino - Me so'mbriacato
- Enzo Enzo - Juste Quelqu'un de Bien
- Michele Braga - Il tuffo
- Willie Mango & Michele Braga - Supernatural Loner
- Michele Braga & Haneybird - River Outside
- Alesha Dixon - The boy does nothing